# Пинус, Георгий Владимирович
Георгий Владимирович Пинус (5 [18] ноября 1909, область Войска Донского — 14 января 1983, СССР) — советский учёный-геолог, доктор геолого-минералогических наук, профессор, Заслуженный деятель науки РСФСР.

## Биография
Родился 5 (18) ноября 1909 года в селе Владимировка  Черноярского уезда Астраханской губернии (ныне территория города Ахтубинска).
В 1934 году окончил Томский горный институт.
В марте-октябре 1935 года служил в РККА в Томске.
Работал в Западно-Сибирском и Казахском отделениях треста "Союзредметразведка". Изучал месторождения вольфрама.
1 июня 1941 года был вновь призван в РККА. Служил в зенитно-артиллерийских дивизиях ПВО (Забайкальский военный округ). Участник Великой Отечественной войны, воевал на Волховском, Ленинградском, 3-м Украинском фронтах. С ноября 1945 года в Южной группе войск. В марте 1946 года демобилизован в звании старшего лейтенанта.
С 1946 года — старший научный сотрудник Горно-геологического института Западно-Сибирского филиала АН СССР.
С 1958 года заведовал лабораторией, отделом, заместитель директора Института геологии и минералогии Сибирского отделения Академии наук СССР.
Доктор геолого-минералогических наук, профессор Новосибирского государственного университета.
Скоропостижно скончался 14 января 1983 года[где?]. Похоронен на Заельцовском кладбище Новосибирска (квартал 8н).

## Награды и звания
- Орден Красной Звезды
- медаль «За боевые заслуги»
- медаль «За победу над Германией»
- медаль «За трудовую доблесть»
- юбилейные медали[уточнить]
- Заслуженный деятель науки РСФСР
- Заслуженный ветеран труда СО АН СССР.